# Marko Živković
Marko Živković (in serbo Марко Живковић?; Smederevo, 17 maggio 1994) è un calciatore serbo, difensore del Partizan.

## Carriera
Il 28 gennaio 2016 viene acquistato a titolo definitivo dalla squadra slovacca del DAC Dunajská Streda.